# Metropolia Cuenca
Metropolia Cuenca – metropolia rzymskokatolicka w Ekwadorze utworzona 9 kwietnia 1957 roku.

## Diecezje wchodzące w skład metropolii
- Archidiecezja Cuenca
  - Diecezja Azogues
  - Diecezja Loja
  - Diecezja Machala

## Biskupi
- Metropolita: abp Marco Pérez Caicedo (od 2016) (Cuenca)
- Sufragan: bp Oswaldo Patricio Ventimilla Cabrera (od 2016) (Azogues)
- Sufragan: bp Walter Heras Segarra (od 2019) (Loja)
- Sufragan: bp Ángel Polivio Sánchez Loaiza (od 2013) (Machala)

## Główne świątynie metropolii
- Katedra metropolitalna Niepokalanego Poczęcia NMP w Cuenca
- Bazylika Trójcy Przenajświętszej w Cuenca
- Bazylika Matki Boskiej Nieustającej Pomocy w Concha
- Katedra św. Franciszka w Azogues
- Narodowe Sanktuarium Matki Boskiej z Cisne w El Cisne
- Katedra Matki Boskiej Miłosiernej w Machala